# Sebastián Pérez Ortiz
Sebastián Jesús Pérez Ortiz (Granada, 15 de octubre de 1965) es un expolítico español, senador, presidente de la Diputación de Granada entre 2011 y 2015, y presidente del Partido Popular de la provincia granadina desde 2004 hasta 2020. También fue miembro del Comité Ejecutivo regional y de la junta Directiva Regional y Nacional del PP hasta su dimisión en 2020.
Fue concejal bajo el mandato del alcalde Gabriel Díaz Berbel en el Ayuntamiento de Granada desde 1991, aunque desde 2003 hasta 2011 ejercía como teniente de alcalde, con José Torres Hurtado desarrollando bajo ambos mandatos la Concejalia de Relaciones Institucionales.
Casado y con dos hijos, Sebastián Pérez no acabó sus estudios en Ciencias Políticas en la Universidad de Granada.[cita requerida]

## Gestión como presidente del Partido Popular de Granada
Durante su mandato entre 2004 y 2008 el Partido Popular experimentó un significativo ascenso, y en las elecciones municipales de 2007, estuvo a punto de conseguir por primera vez el gobierno de la Diputación de Granada, pese a obtener unos excelentes resultados en algunos de las más importantes municipios de la provincia, como Motril, Guadix o Granada.
El XII congreso provincial del PP granadino, celebrado en noviembre de 2008, le ratificó en su cargo para los siguientes cuatro años.
En las elecciones municipales de 2011, coincidiendo con el periodo más crítico de crisis económico y social desde hacía 30 años, obtuvo una victoria histórica en la provincia de Granada, consiguiendo el Partido Popular tras 33 años de democracia por primera vez el gobierno de la Diputación Provincial con 14 votos de los 27 que conforman la corporación granadina (PSOE 11 diputados y 2 de Izquierda Unida), que abarca a las ciento setenta y una alcaldías de la provincia, dando así comienzo a la IX legislatura. Fue la última provincia de España en constituir la Diputación provincial, a causa de los recursos jurídicos que el PSOE instaba para evitar el gobierno del PP en el Ayuntamiento de Lújar. En ausencia deliberada de Antonio Martínez Caler, presidente saliente del (PSOE), el nuevo responsable de la institución provincial recibió a manos del diputado de mayor edad, José María Guadalupe (PP), la medalla y el bastón de mando provincial. Obtuvo mayoría absoluta en las ciudades de Granada, Motril, Guadix y Alhama de Granada, entre otras. También consiguieron la gobernabilidad de los municipios de Algarinejo, Alhendín, Almuñécar, Armilla, Cádiar, Cenes de la Vega, Galera, Gójar, Huétor Vega, Lanjarón, Loja, Monachil, Montillana, El Pinar, Puebla de Don Fadrique, Ugíjar, Vegas del Genil y Zagra, entre otros muchos.